# Geisenhausen
Geisenhausen er en købstad (markt) i Landkreis Landshut, i regierungsbezirk Niederbayern i den tyske delstat Bayern.

## Geografi
Byen ligger i dalen til floden Kleine Vils omkring 10 kilometer sydøst for byen Landshut, mellem byerne Landshut og Vilsbiburg.

### Inddeling
Kommunen består ud over Geisenhausen af disse landsbyer og bebyggelser:
- Albanstetten
- Diemannskirchen
- Hörlkam
- Hermannskirchen
- Holzhausen
- Salksdorf
- Johannesbergham
- Westersbergham
- Stephansbergham
- Irlach
- Feldkirchen

I 1978 blev de tidligere selvstændige kommuner Bergham, Diemannskirchen, Holzhausen og Salksdorf indlemmet i Geisenhausen.

## Trafik
Geisenhausen ligger ved Bundesstraße 299 (Landshut-Altötting). Byen ligger ved jernbanen Landshut–Mühldorf–Salzburg.